# 風呂マット
風呂マット（ふろマット）もしくはバスマットは、家屋内での入浴時に用いられる敷物の一種。おおむね、浴室の内側で用いられるものと外側で用いられるものに分類される。

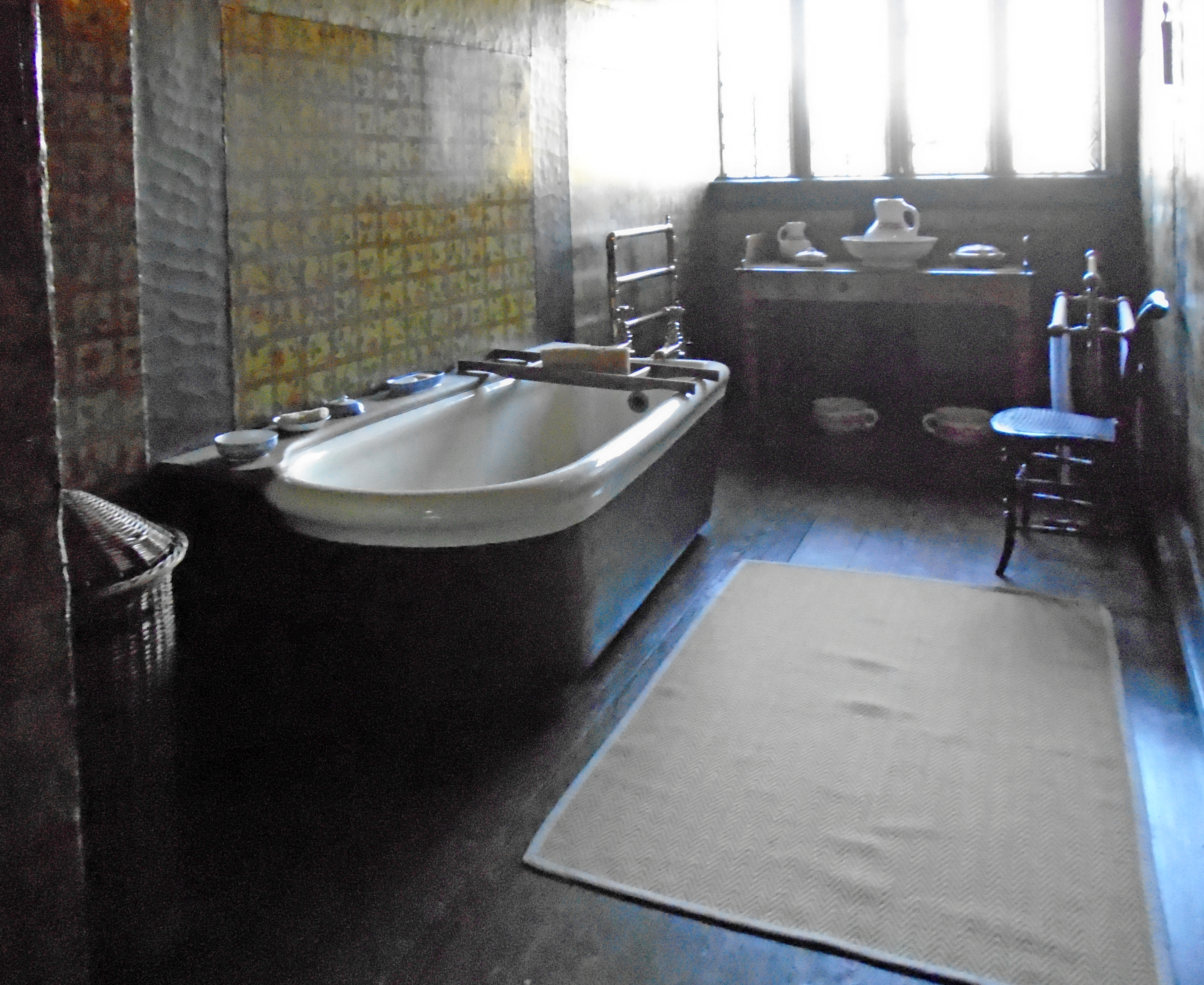
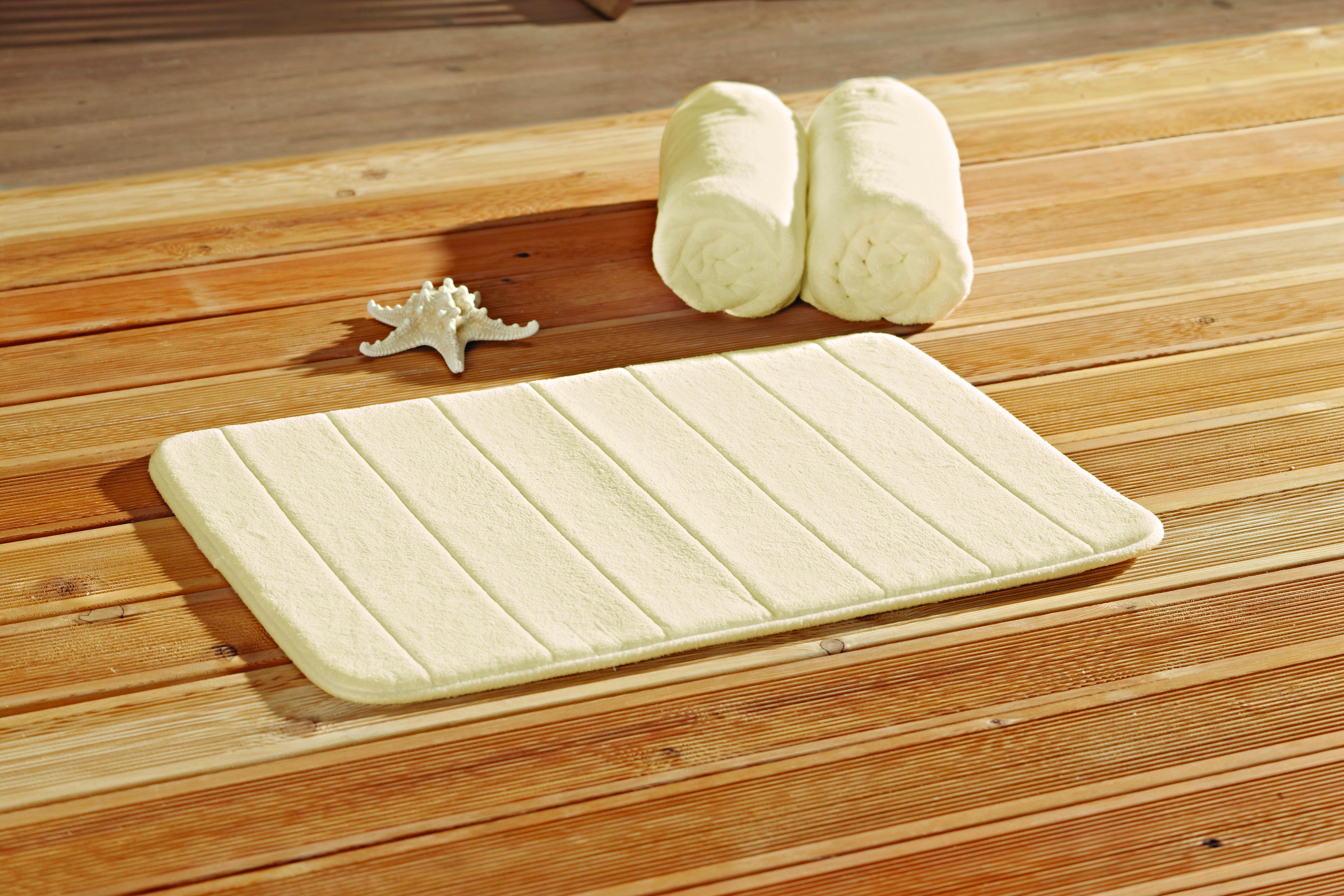

## 浴室の内側における風呂マット
洗い場の床のすべりやそれによる転倒事故のほか、床の冷たさによるヒートショックを防止するために敷く。そのため、入浴用品や介護用品に分類される。
名称については、厚みのある柔らかめのものは「ソフトマット」や「クッションマット」とも呼称される。
形状については様々なものがあり、洗い場に敷く1枚シート状のもの、複数枚を組み合わせるパズル状のもの、すのこ状のもの、畳状のものなどのほか、浴槽の底に敷く吸着盤とすべり止めによる加工をほどこしたものなどがある。

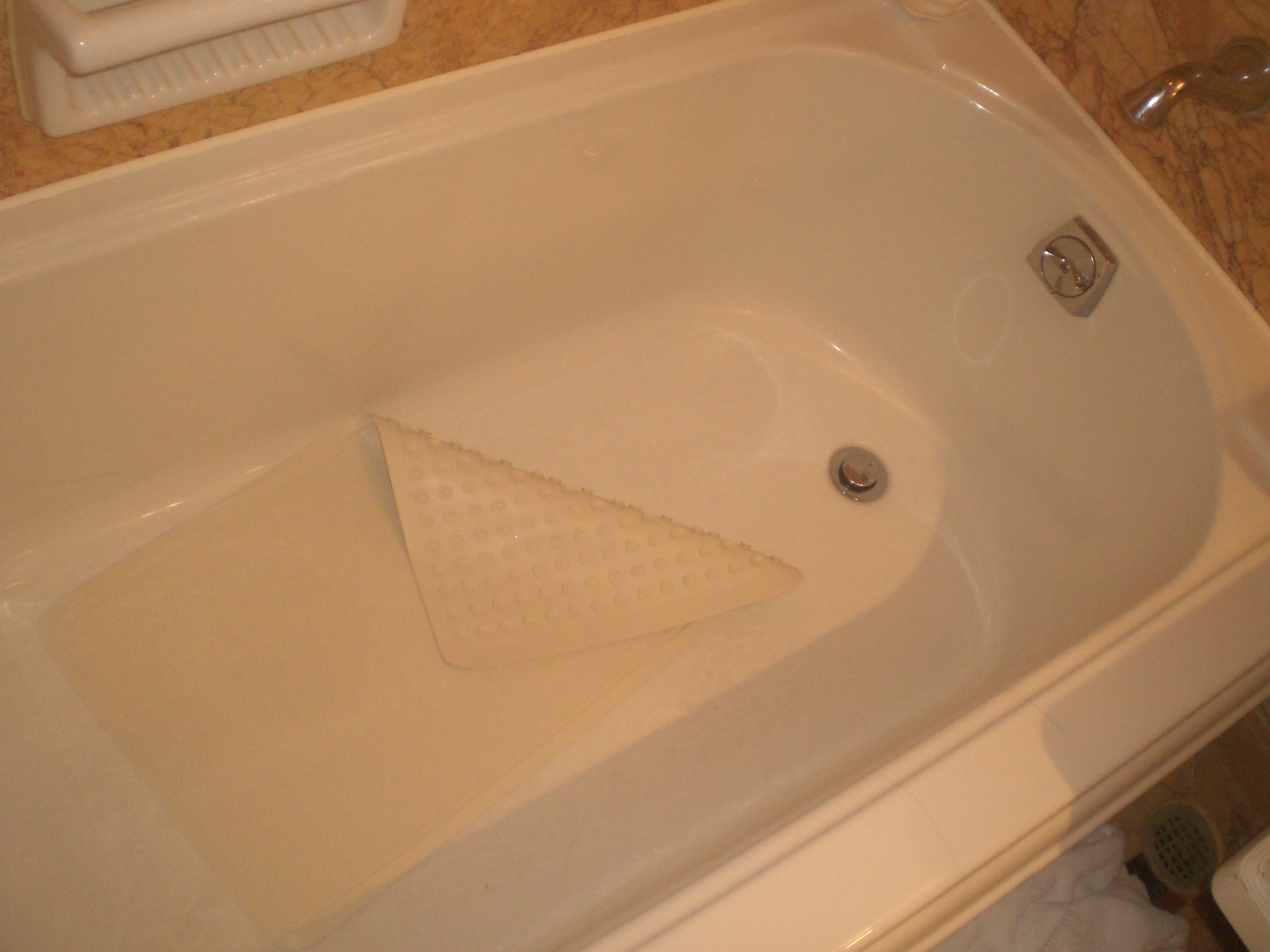

材質については、EVA樹脂、ポリエステル、ポリプロピレン、発泡塩化ビニールなどが用いられる。
発泡塩化ビニール製のマットは、ウレタンが一般に市販されていない時代には、特撮映画などにおける造形素材として欠かせないものだった。一時期は造形スタッフによる買い占めの結果、街の売り場から風呂マットが消えたという。

### 性行為における風呂マット
洗い場の床に敷く目的が性行為におけるベッドの替わりであるため、アダルトグッズに分類される。
形状については、上記の風呂マットと異なり、内部に空気を入れて膨らませるものや、極小のユニットバスでも使えるように薄く2つに折りたためるものとなっている。また、頭や足を乗せる枕に相当する凸部分を端に持たせたものもある。前述の目的との関係上、使用中の破損に備えて補修キットを付属したものもある。
名称については、「エアマット」（エアーマット）、「ラブマット」、「ソープマット」、「バブルマット」とも呼称される。
上記の理由から、浴室を有する風俗店やそれを舞台とするアダルトビデオでも使用が散見される。

## 浴室の外側における風呂マット
入浴の直後における足裏など身体の水滴や落ちてくる水滴を吸い取るため、出入口のすぐ外、脱衣場などに敷く。
形状については、やわらかなタオル地のもの、毛足を長くしてやわらかさを増したパイル地のものや、表面に凹凸を付けて竹林似の模様を描いたものなどがある。
材質については、コットン、ポリエステル、アクリル、レーヨン、珪藻土、モイスなどが用いられる。また、裏面にすべり止めとして発泡ポリエステルやEVAフィルムが用いられる。置き場所や足裏との関係上、抗菌処理をほどこしたものもある。
名称については、「足拭きマット」とも呼称される。

### 珪藻土製の自主回収
2010年代後半から見られるようになった珪藻土製のうち、2020年には家具メーカーのニトリやホームセンターのカインズが販売していた製品から基準値を超えるアスベストが検出され、各社が自主回収に乗り出した。ニトリの製品には吸水性を回復するための手入れ用ヤスリが付けられており、ヤスリで削った際にはアスベストが飛散する可能性があった。なお、珪藻土自体は生物起源であり、鉱物起源であるアスベストが含まれる余地はきわめて少ないことから、特定製品の流通段階で不純物として混入したものと見られている。
2020年12月28日には日本珪藻土日用雑貨製造協会がアスベスト不使用のメーカーを公開したほか、協会所属企業にもアスベスト含有製品の点検の周知や依頼を実施し、管理指導を徹底したと発表した。